# Chicot megye
Chicot megye az Amerikai Egyesült Államokban, azon belül Arkansas államban található. Megyeszékhelye Lake Village, legnagyobb városa Dermott. Lakosainak száma 10 208 fő (2020. április 1.). Chicot megye Desha, Washington, Issaquena, East Carroll, West Carroll, Ashley, Drew, Morehouse és Bolivar megyékkel határos.

## Népesség
A megye népességének változása:
| Lakosok száma | 11 796 | 11 678 | 11 443 | 11 335 | 11 027 | 10 208 |
|               | 2010   | 2011   | 2012   | 2013   | 2015   | 2020   |